# II. Frigyes Ferenc mecklenburg–schwerini nagyherceg
 II. Frigyes Ferenc Mecklenburg-Schwerin  nagyhercege  (* Ludwigslust, 1823. február 28.; † Schwerin, 1883. április 15.)

## Élete
Frigyes Ferenc szülei, Pál Frigyes nagyherceg és Alexandrina porosz királyi hercegnő a ludwigslusti palotában éltek. 1837-ben Pál Frigyes trónra lépése után a schwerini nagyhercegi rezidencia lett a család állandó otthona.
Frigyes Ferenc egy drezdai iskolán tanult.
1842. április 10-én Pál Frigyes halálát követően a tizenkilenc éves Frigyes Ferenc lett az új nagyherceg.
Részt vett a porosz–francia háborúban.

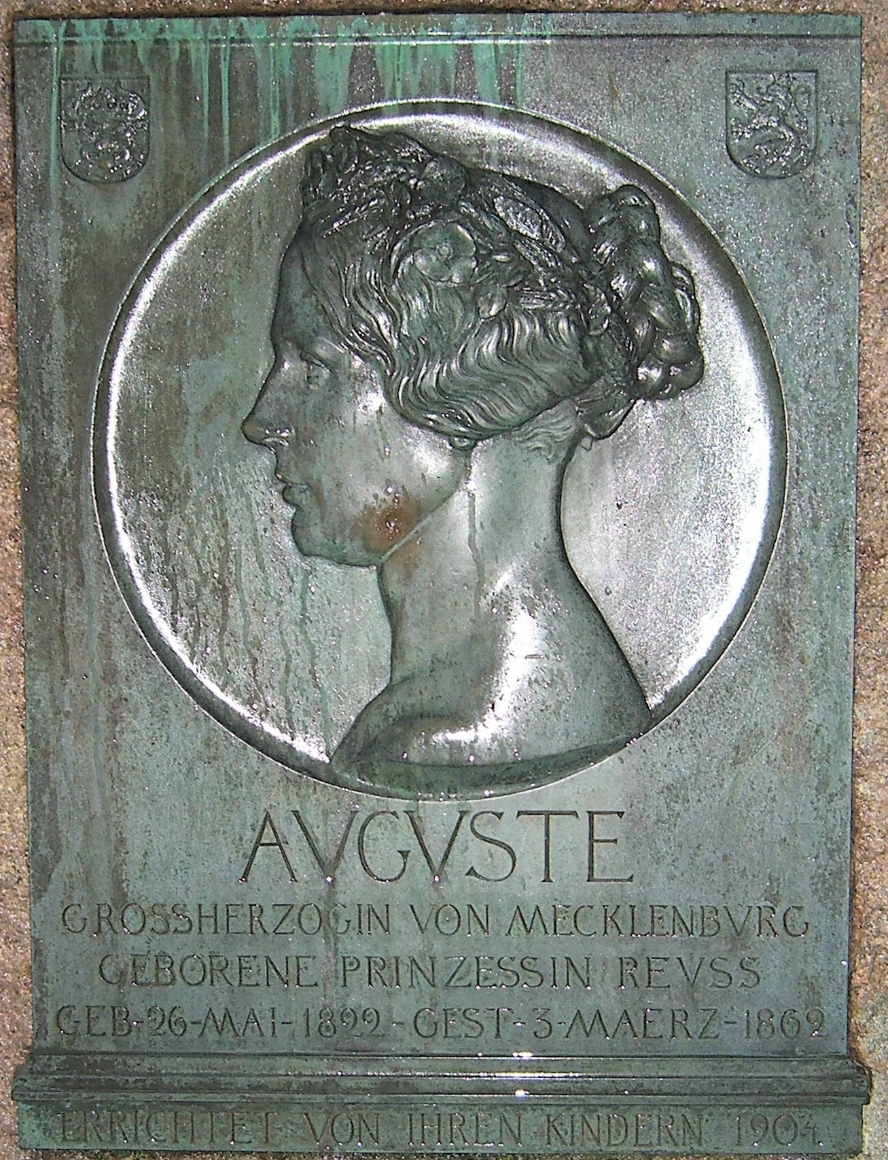
Reuss Auguszta köstritzi hercegnő1849-ben Frigyes Ferenc felesége lett

## Fordítás
- Ez a szócikk részben vagy egészben  a   Friedrich Franz II. (Mecklenburg) című német Wikipédia-szócikk fordításán alapul.  Az eredeti cikk szerkesztőit annak laptörténete sorolja fel. Ez a jelzés csupán a megfogalmazás eredetét és a szerzői jogokat jelzi, nem szolgál a cikkben szereplő információk forrásmegjelöléseként.